# Vasco Nunes
Vasco Alves Henriques Lucas Nunes (Lisboa, 13 de Dezembro de 1974 - Los Angeles, 11 de Março de 2016) foi um cineasta português.

## Biografia
Em 2003, completou o seu mestrado no Conservatório do American Film Institute, mas começou a trabalhar em cinema e televisão no princípio da década de 1990. Foi um dos sócios senior da Interloper Films, uma produtora em Los Angeles. Era conhecido pelo seu trabalho documental, em especial com a realizadora Ondi Timoner, com destaque o filme DIG!.
O seu trabalho é parte da coleção permanente do Museu de Arte Moderna em Nova York, e ganhou vários prémios de cinematografia, um Grand Jury Prize no Festival Sundance, e seleção em numerosos festivais de cinema mundiais, incluindo Cannes, Londres e Sundance.

## Filmografia
- “Before the flood”  (Photografa)  (2016) https://m.imdb.com/title/tt5929776/fullcredits/camera_department?ref_=m_ttfc_11
- CNN&Universal - Marah "Sunshine_Superman" (Director de Fotografia e Consulting Producer) (2014)
- Rooth Tang's "Sway" in Paris, France. (Director de Fotografia) (2014)
- ”Sony's "Battle of the Year: The Dream Team" in 3d (2ª unidade Director de Fotografia) (2013)
- ”Oprah Builds a Network” (Cinematographer) (2012)
- ”Rampart" (Operator, H20 DP 2nd Unit) (2012)
- 'MSNBC's "Mind Over Mania” (Produtor executivo,Cinematografo) (2012) (vencedor do Golden Eagle from CINE organization for Investigative Journalism)
- ”Beautiful Faces” (Cinematografo) (2011)
- “We Live in Public” (Co-Produtor/Cinematografo) (2009) (vencedor do Sundance Grand Jury Prize 2009, Karlovy-Vary Special Jury Prize)
- ”Jamaican Music Documentary (Produtor/Cinematografo) (2008)
- ”Anvil! The Story of Anvil” (Additional Cinematographer) (2008) (Paramount Vantage)
- “The Bubble” (Produtor/Cinematografo) (2007)
- ”Lyle Lovett: It's Not Big It's Large” (Realizador/Produtor/Cinematografo) (2007) (Feature DVD)
- ”American Teen Movie” (Cinematografor) (2007)
- ”Planet B-Boy” (Cinematografo) (2007) (IDFA Special Jury Prize)
- ”Nimrod Nation” (Cinematografo) (2007) (Sundance Channel Doc Series - vencedor do Peabody Award 2008)
- ”Join Us” (Produtor/Cinematografo) (2007) (vencedor de vários Special Jury Prizes)
- ”Recycle” (Realizador/Produtor/Cinematografo) (2004) (vencedor do Prémio de ‘Sustainability’ no Media That Matters Film Festival)
- ”DIG!” (Produtor/Cinematografo) (2004) (vencedor do Prémio de melhor documentário no Sundance 2004)
- ”Jari” (Produtor/Cinematografo) (1999)